# Ben Teekloh
Ben Teekloh (Monrovia, 6 dicembre 1983) è un ex calciatore liberiano, di ruolo centrocampista.

## Carriera

### Nazionale
Tra il 2003 ed il 2011 ha giocato complessivamente 15 partite con la nazionale liberiana.